# Feminnem
Feminnem est un groupe croate composé de Neda Parmać, Pamela Ramljak et de Nika Antolos.
Elles participent pour la Bosnie-Herzégovine au Concours Eurovision de la chanson 2005 avec la chanson Call me et terminent 14e sur 24.
En 2009, elles tentent de représenter la Croatie au Concours Eurovision de la chanson 2009 lors de la finale nationale « Dora » avec leur chanson Poljupci u boji mais ne terminent qu'à la troisième place avec 28 points. Le gagnant cette année fut Igor Cukrov avec Lijepa Tena.
Elles représentent la Croatie au Concours Eurovision de la chanson 2010 avec la chanson Lako je sve, mais s'arrêtent en demi-finale alors qu'elles étaient parmi les favorites.

## Membres
- Neda Parmać - (née en 1985 à Ploče, Croatie)
- Nika Antolos - (née en 1989 à Rijeka, Croatie)
- Pamela Ramljak - (née en 1979 à Čapljina, Bosnie-Herzégovine)

## Ex-membres
- Ivana Marić - (née en 1982 à Čapljina, Bosnie-Herzégovine)

## Discographie
- Feminnem show (2005)
- Lako je sve (2010)